# Hemieuxoa molitrix
Hemieuxoa molitrix là một loài bướm đêm trong họ Noctuidae.